# Đảo Biện Sơn
Đảo Biện Sơn hay còn gọi là hòn Biện Sơn, đảo Nghi Sơn là một đảo sát bờ biển ở phường Nghi Sơn, tỉnh Thanh Hóa, Việt Nam.
Đảo Biện Sơn không thật sự là đảo biển. Đảo nối với đất liền qua vùng bãi ngập nước triều, ngày nay bãi ra đảo đã san lấp thành khu dân cư và kinh tế gắn với Khu kinh tế Nghi Sơn.

## Lịch sử
Xưa kia là cù lao Biện thuộc đất An Hòa, tổng Tuần La, huyện Kiết Chuế, sau gọi là phường Tứ Chiếng Biện Sơn, huyện Ngọc Sơn, phủ Tĩnh Gia, trấn Thanh Hóa. Nay thuộc phường Nghi Sơn, tỉnh Thanh Hóa.
Ngoài ra Thành Ông Ninh có từ thời Lê, đến thời Nguyễn được tôn tạo, sửa chữa xây dựng lại. Thành gồm có 3 thành nhỏ: thành Đồn, thành Hươu, thành Ngọc. Tại thành còn để lại nhiều dấu tích mũi tên đồng, những mảnh gốm có tuổi thọ hàng ngàn năm. Thành được xây dựng bằng cách ghép đá. Thành Đồn hay còn gọi là đồn Biện Sơn nằm ở phía Đông Bắc. Thành hình tròn, trên mặt thành đắp thêm một tường thành cao. Thành chỉ có một cửa mở về phía Tây Nam. Cổng thành xây bằng gạch, cửa ra vào xây kiểu tò vò. Trong thành có một khẩu súng thần công; Thành Hươu nằm ở phía Đông Nam của đảo. Tên gọi là thành Hươu vì ở chân núi gần thành có một ghềnh đá hình con hươu, đền thờ Sát hải Đại Vương: Hướng mặt về phía Hòn Mê.